# قائمة الانتخابات في 2015
تحتوي هذه المقالة على الانتخابات التي نظمت في سنة 2015، وهي التشريعية والرئاسية في الدول ذات السيادة ومناطقها ذات الحكم الذاتي، وكذلك الاستفتاءات على المستوى الوطني.

يوجد أسفله قائمة الانتخابات حسب الأشهر.
شهدت سنة 2015 (إحصائية غير نهائية):
- 96 انتخابات بمختلف أنواعها.
  - 50 تشريعية.
  - 30 رئاسية.
  - 7 إستفتاءات.
  - 3 بلدية.
  - 3 جهوية.
  - 3 إقليمية.

## عبر الشهور

### يناير
| التاريخ  | الدولة    | الانتخابات | الملاحظات                                            | النتائج |
| -------- | --------- | ---------- | ---------------------------------------------------- | --- |
| 4 يناير  | أوزبكستان | تشريعية    | الدورة الثانية                                       | الحزب الديمقراطي الليبرالي الأوزبكستاني يتحصل على 52 مقعد من جملة 150 في المجلس التشريعي لأوزبكستان (الغرفة السفلى).                                                                                               |
| 8 يناير  | سريلانكا  | رئاسية     |                                                      | مايتريبالا سيريسينا (عن الجبهة الديمقراطية الجديدة) يفوز بالرئاسة ويتحصل على 51.28% من الأصوات أمام ماهيندا راجاباكشا (عن تحالف حرية الشعب المتحد) الذي تحصل على 47.58%.                                           |
| 11 يناير | كرواتيا   | رئاسية     | الدورة الثانية                                       | كوليندا غرابار كيتاروفيتش (عن الاتحاد الديمقراطي الكرواتي) تفوز بالرئاسة وتتحصل على 50.74% أمام إيفو يجوسيبوفيتش (مستقل ولكن مساند من الحزب الديمقراطي الاجتماعي لكرواتيا) الذي تحصل على 49.26%.                   |
| 20 يناير | زامبيا    | رئاسية     |                                                      | إدغار لونغو (عن الجبهة الوطنية) يفوز بالرئاسة بعد تحصله على 48.33% أمام هاكاند هيشيليما (عن الحزب الموحد للتنمية الوطنية) الذي تحصل على 46.67%.                                                                    |
| 25 يناير | جزر القمر | تشريعية    | الدورة الأولى                                        | في الدورة الأولى تحصل الاتحاد من أجل تنمية جزر القمر على 3 مقاعد وحزب جوا على 1 مقعد، بقية المقاعد ال20 ستوزع في الدورة الثانية.                                                                                   |
| 25 يناير | اليونان   | تشريعية    | مبكرة بعد تعثر انتخاب رئيس الجمهورية في ديسمبر 2014. | ائتلاف اليسار الراديكالي (سيريزا) وحزب الخضر الايكولوجيين يفوزون بأغلبية مطلقة ب149 مقعد من جملة 300 في برلمان اليونان، وتعيين أليكسيس تسيبراس رئيسا للوزراء، ويليه حزب الديمقراطية الجديدة الذي تحصل على 76 مقعد. |
| 29 يناير | إيطاليا   | رئاسية     | غير مباشرة. مبكرة بعد استقالة جورجو نابوليتانو.      | سيرجيو ماتاريلا (عن الحزب الديمقراطي، وسط اليسار) فاز برئاسة الجمهورية في الدورة الرابعة. |

### فبراير
| التاريخ   | الدولة    | الانتخابات | الملاحظات      | النتائج |
| --------- | --------- | ---------- | -------------- | --- |
| 18 فبراير | اليونان   | رئاسية     | غير مباشرة     | بروكوبيس بافلوبولوس (الديمقراطية الجديدة بدعم من ائتلاف اليسار الراديكالي، اليونانيين المستقلين) يفوز من الدورة الأولى ب233 صوت مقابل 30 من جملة 300 نائب لنيكوس أليفيزاتوس (النهر، الحركة الاشتراكية اليونانية). |
| 19 فبراير | لبنان     | رئاسية     | الدورة 19      | - |
| 22 فبراير | جزر القمر | تشريعية    | الدورة الثانية | في الدورة الثانية، الاتحاد من أجل تنمية جزر القمر تحصل على 6 مقاعد إضافيين ليصبح لديه جمليا 8 مقاعد، كذلك حزب جوا تحصل على 6 مقاعد إضافيين ليصبح لديه 7 مقاعد فالكل، يليهما التجمع الديمقراطي لجزر القمر بتحصله على على 2 مقاعد ككل، وأيضا إتفاقية لتجديد جزر القمر تتحصل على 2 مقاعد في هذة الدورة وهو كل ما تحصلت عليه هي وسابقتها في الدورتين. وتحصل كل من تجمع من أجل تنمية بديلة منسقة ومتكاملة وحزب البرتقال على مقعد لكل منهما. ذهبت 3 مقاعد لمستقلين. وبهذا تكتمل 24 مقعد في الجمعية الوطنية. |
| 28 فبراير | ليسوتو    | تشريعية    |                | إتفاقية كل ليسوتو تتحصل على 25 مقعد من جملة 80 مقعد في البرلمان، والمؤتمر الديمقراطي على 10 مقاعد، ومؤتمر ليسوتو من أجل الديمقراطية على 2 مقاعد في الجمعية الوطنية. |

### مارس
| التاريخ | الدولة    | الانتخابات        | الملاحظات                                              | النتائج |
| ------- | --------- | ----------------- | ------------------------------------------------------ | --- |
| 1 مارس  | إستونيا   | تشريعية           |                                                        | حزب الإصلاح الإستوني يتحصل على 27.7% من الأصوات أي 30 مقعد من مجموع 101 مقعد في برلمان إستونيا يليه حزب الوسط الإستوني الذي تحصل على 24.8% من الأصوات أي 27 مقعد وتوزعت بقية المقاعد على 4 أحزاب أخرى. |
| 1 مارس  | أندورا    | تشريعية           |                                                        | ديمقراطيين من أجل أندورا تحصل على 38.19% من الأصوات أي 15 مقعد من جملة 28 مقعد في المجلس العام، يليه ليبيراليو أندوار ب8 مقاعد ثم الحزب الديمقراطي الاجتماعي ب3 مقاعد وأخيرا الديمقراطية الاجتماعية والتقدم ب2 مقاعد. |
| 1 مارس  | طاجيكستان | تشريعية           |                                                        | حزب الشعب الديمقراطي الطاجكستاني تحصل على 62.5% من الأصوات أي 16 مقعد في الجمعية الوطنية، ثم الحزب الزراعي ب11.8% أي 3 مقاعد يليهم حزب الإصلاحات الإقتصادية ب7.6% أي 2 مقاعد وأخيرا الحزب الإشتراكي الطاجكستاني ب5.5% أي 1 مقعد. |
| 17 مارس | إسرائيل   | تشريعية           | مبكرة.                                                 | حزب الليكود تحصل على 20 مقعد من جملة 120 في الكنيست، يليه الإتحاد الصهيوني ب24 مقعد ثم القائمة المشتركة العربية ب13 مقعد وتوزعت بقية المقاعد على 7 أحزاب أخرى. |
| 18 مارس | هولندا    | إقليمية           | مقاطعات هولندا.                                        | حزب الشعب للحرية والديمقراطية تحصل على 89 مقعد من جملة 570 مقعد في كل مقاطعات هولندا وهو نفس نتيجة حزب النداء الديمقراطي المسيحي ب89 مقعد كذلك، ثم الحزب الاشتراكي ب69 مقعد، الديمقراطيين 66 ب67 مقعد، حزب من أجل الحرية ب66 مقعد، حزب العمل الهولندي ب64 مقعد، ثم عدة أحزاب أخرى تحصلت على 122 مقعد. |
| 22 مارس | فرنسا     | الأقاليم          | الدورة الأولى. أقاليم فرنسا. كانت مقررة في مارس 2014.  | في الدورة الأولى، تحصلت أحزاب اليسار مجتمعة على 36.7% أي 729 441 7 صوت (تحصل منهم الحزب الاشتراكي على 13.30%)، وأحزاب اليمين مجتمعة على 36.60% أي 333 413 7 صوت (تحصل منهم الاتحاد من أجل حركة شعبية على 31%)، واليمين المتطرف المتمثل في الجبهة الوطنية على 25.31% أي 279 155 5 صوت، وأقصى اليسار على 0.07% أي 723 14 صوت وأخيرا بقية الأحزاب المختلفة ب1.33% أي 065 271 صوت.                               |
| 22 مارس | إسبانيا   | جهوية في أندلوسيا |                                                        | حزب العمال الاشتراكي الإسباني تحصل على 47 مقعد من جملة 109 مقعد في برلمان أندلوسيا، يليه حزب الشعب ب33 مقعد، ثم بوديموس ب15 مقعد، ثم المواطنين ب9 مقاعد، وأخيرا اليسار المتحد ب5 مقاعد. |
| 28 مارس | نيجيريا   | تشريعية ورئاسية   |                                                        | في الرئاسية، محمد بخاري (حزب كونغرس جميع التقدميين) يفوز بالرئاسة ب53.96% أمام منافسه غودلاك جوناثان (حزب الشعب الديمقراطي) المنتهية ولايته. في التشريعية، حزب كونغرس جميع التقدميين تحصل على 225 مقعد من جملة 360 في مجلس النواب ورائه حزب الشعب الديمقراطي ب125 مقعد وذهبت 10 مقاعد لأحزاب أخرى. ثم في مجلس الشيوخ، تحصل كونغرس جميع التقدميين على 60 مقعد من جملة 109 يليه حزب الشعب الديمقراطي ب49 مقعد. |
| 29 مارس | فرنسا     | الأقاليم          | الدورة الثانية. أقاليم فرنسا. كانت مقررة في مارس 2014. | في الدورة الأولى، تحصلت أحزاب اليمين مجتمعة على 45% أي 958 322 8 صوت (تحصل منهم الاتحاد من أجل حركة شعبية على 35%), وأحزاب اليسار مجتمعة على 32.12% أي 339 939 5 صوت (تحصل منهم الحزب الاشتراكي على 16%)، واليمين المتطرف المتمثل في الجبهة الوطنية على 22.3% أي 255 121 4 صوت، وأقصى اليسار على 0% أي 0 صوت وأخيرا بقية الأحزاب المختلفة ب0.53% أي 781 98 صوت.                                              |
| 29 مارس | أوزبكستان | رئاسية            |                                                        | إسلام كريموف (الحزب الديمقراطي الليبرالي الأوزبكستاني) يفوز بالرئاسية بنسبة 90.39% أمام ثلاثة مرشحين أخرين. |
| 31 مارس | توفالو    | تشريعية           | كانت مقررة في 19 مارس، وأجلت بسبب إعصار بام.           | الحكومة تحتفظ بأغلبية مقاعدها. إنال سوبواغا (مستقل) أبقي عليه كرئيس وزراء. |

### أبريل
| التاريخ  | الدولة        | الانتخابات      | الملاحظات       | النتائج |
| -------- | ------------- | --------------- | --------------- | --- |
| 2 أبريل  | لبنان         | رئاسية          | الدورة 21.      | - |
| 13 أبريل | السودان       | تشريعية ورئاسية |                 | في الرئاسية، فاز عمر البشير (حزب المؤتمر الوطني) بالرئاسية بنسبة 94.05%، يليه فضل السيد شعيب (حزب الحقيقة الفيدرالي) ب1.43%، وبعدهم فاطمة عبد المحمود (الاتحاد الاشتراكي السوداني) ب0.85%، ثم محمود الحسن (حزب الإصلاح الوطني) ب0.76%, وبعدهم أبو محمود عبد الجبار رحمة الله (إتحاد قوى الأمة) ب0.74%, وتوزعت بقية الأصوات والنسب على 11 مرشحا مستقلا آخر. في التشريعية، فاز حزب المؤتمر الوطني ب323 مقعد من جملة 426 مقعد في المجلس الوطني، يليه الحزب الوطني الاتحادي ب25 مقعد، ثم حزب الاتحاد الديمقراطي ب15 مقعد، وذهبت 19 مقعد لمستقلين و44 مقعد لآخرين. |
| 19 أبريل | قبرص الشمالية | رئاسية          | الدورة الأولى.  | درويش إروغلو (مستقل) تحصل على 28.15% يليه مصطفى أقينجي (مستقل) ب26.94% لذلك إنتقلا للدورة الثانية، وذهبت بقية الأصوات إلى خمسة مرشحين آخرين. |
| 19 أبريل | فنلندا        | تشريعية         |                 | حزب الوسط الفنلندي تحصل على المركز الأول ولكن ليس الأغلبية ب49 مقعد من جملة 200 مقعد في برلمان فنلندا، يليه الفنلنديون الحقيقيون ب38 مقعد، ثم حزب الائتلاف الوطني الفنلندي ب37 مقعد، يليهم الحزب الاشتراكي الديمقراطي الفنلندي ب34 مقعد، وتوزعت بقية المقاعد على خمسة أحزاب أخرى. |
| 25 أبريل | توغو          | رئاسية          |                 | فور غناسينغبي (الاتحاد من أجل الجمهورية) يفوز بالرئاسية ب58.75% أمام منافسه جان بيار فابر (التحالف الوطني من أجل التغيير) المتحصل على 35.21%، فيما ذهبت بقية الأصوات ثلاثة مرشحين آخرين. |
| 26 أبريل | بنين          | تشريعية         |                 | حزبي قوات الصدفة لبنين ناشئة وتحالف الأمانة تحصلا على 30.19% من الأصوات أي 33 مقعد 83 في البرلمان، يليهم الاتحاد يكون الأمة ب14.35% من الأصوات أي 13 مقعد، ثم حزب التجديد الديمقراطي ب10.57% من الأصوات أي 10 مقاعد، وتوزعت بقية المقاعد على ثمانية أحزاب أخرى. |
| 26 أبريل | قبرص الشمالية | رئاسية          | الدورة الثانية. | المتحصل على المركز الثاني في الدورة الأولى، مصطفى أقينجي (مستقل) فاز بالرئاسية ب60.50% يليه المتحصل على المركز الأول في الدورة الأولى درويش إروغلو (مستقل) ب39.50%. |
| 26 أبريل | كازاخستان     | رئاسية          | مبكرة           | نور سلطان نزارباييف (حزب نور أتان) فاز بالرئاسة بنسبة 97.7%، أمام تورغون سيزديكوف (حزب الشعب الشيوعي الكازاخستاني) الذي تحصل على 1.6%، وأخيرا أبلغازي كوسينوف (مستقل) ب0.7%. |

### مايو
| التاريخ | الدولة          | الانتخابات | الملاحظات                                                               | النتائج |
| ------- | --------------- | ---------- | ----------------------------------------------------------------------- | --- |
| 7 مايو  | المملكة المتحدة | تشريعية    |                                                                         | حزب المحافظين بقيادة ديفيد كاميرون يفوزون بالأغلبية ويبقون في الحكم ب331 مقعد من جملة 650 مقعد في مجلس العموم، يليهم حزب العمال بقيادة إد ميلباند ب232 مقعد، ثم الحزب القومي الاسكتلندي ب56 مقعد، وتوزعت بقية المقاعد على 9 أحزاب أخرى.                                    |
| 10 مايو | بولندا          | رئاسية     | الدورة الأولى.                                                          | أندريه دودا (حزب العدالة والقانون البولندي) يتحصل على المرتبة الأولى بنسبة 34.76% يليه برونيسواف كوموروفسكي (المنبر المدني) المنتهية ولايته بنسبة 33.77%، وينتقلا الاثنان للدورة الثانية.                                                                                  |
| 11 مايو | غيانا           | تشريعية    |                                                                         | تحالف شراكة من أجل الوحدة الوطنية وحزب تحالف من أجل التغيير تحصلا على 50% من الأصوات أي 33 مقعد في الجمعية الوطنية يليه حزب الشعب التقدمي ب49% أي 32 مقعد وبذلك يتقاسم الحزبان كل المقاعد ال65 في البرلمان. يشكر أنه شارك في الانتخابات أربعة أحزاب أخرى منها ثلاثة جديدة. |
| 22 مايو | جمهورية أيرلندا | استفتاء    | استفتاء حول: التخفيض للترشح للرئاسية إلى 21 سنة، السماح بزواج المثليين. | 73% رفضوا تخفيض سن الترشح للرئاسية من 35 سنة إلى 21 سنة. 62% وافقوا على السماح بجواز المثليين الجنسيين. |
| 24 مايو | بولندا          | رئاسية     | الدورة الثانية.                                                         | أندريه دودا (حزب العدالة والقانون البولندي) يفوز بالرئاسية ب51% أمام برونيسواف كوموروفسكي (المنبر المدني) المنتهية ولايته الذي تحصل على 48%. |
| 24 مايو | إسبانيا         | بلدية      | الانتخابات في 13 من 17 منطقة حكم ذاتي إسبانية                           | حزب الشعب يتحصل على 27.1% من الأصوات، يليه حزب العمال الاشتراكي الإسباني ب25%. |
| 24 مايو | إثيوبيا         | تشريعية    |                                                                         | الجبهة الثورية الديمقراطية الشعبية الإثيوبية تحتفظ بالأغلبية. |
| 25 مايو | سورينام         | تشريعية    |                                                                         | الحزب الوطني الديمقراطي يتحصل على 26 مقعد من 51 مقعد في البرلمان، يليه تحالف في7 ب18 مقعد، ثم أي كومبينايشن ب5 مقاعد، وأخيرا ذهب مقعد واحد لكل من الحزب من أجل الديمقراطية والتنمية من خلال الوحدة واتحاد العمال والمزارعين التقدمي.                                       |

### يونيو
| التاريخ  | الدولة    | الانتخابات | الملاحظات | النتائج |
| -------- | --------- | ---------- | --- | --- |
| 7 يونيو  | لاتفيا    | رئاسية     | غير مباشرة | بعد خمس جولات، رايموندس فيغونيس يفوز بالرئاسية ب55 صوت مقابل 42. |
| 7 يونيو  | تركيا     | تشريعية    | | حزب العدالة والتنمية يفوز بالانتخابات للمرة الرابعة على التوالي ويتحصل على 40.87% من الأصوات أي 258 مقعد من جملة 550 في البرلمان التركي، يليه حزب الشعب الجمهوري ب132 مقعد، ثم حزب الحركة القومية ب80 مقعد وأخيرا مثله حزب الشعوب الديمقراطي ب80 مقعدا كذلك. |
| 7 يونيو  | لوكسمبورغ | استفتاء    | ثلاثة أسئلة حول إعطاء حق التصويت لمن تصل أعمارهم 16 سنة فالانتخابات التشريعية والبلدية والأوروبية والاستفتاءات، وإعطاء حق التصويت للأجانب الذين يقيمون في البلاد منذ 10 سنوات، وأخيرا تحديد فترة قصوى لتحمل منصب الوزير بصفة متواصلة لا تتجواز 10 سنوات. | رفض اللوكسمبورغيون الأسئلة الثلاثة، الأول رفض ب80.89% والثاني ب78.02% والثالث ب69.93%. |
| 7 يونيو  | المكسيك   | تشريعية    | | الحزب الثوري المؤسساتي يتحصل على 203 مقعد من جملة 500 مقعد في مجلس النواب، يليه حزب الفعل الوطني ب108 مقعد، وانقسمت بقية المقاعد على 8 أحزاب أخرى. |
| 18 يونيو | الدنمارك  | تشريعية    | | الدنمارك الوطن الأم مخصص لها 175 مقعد من جملة 179 في البرلمان الدنماركي منهم: 47 لحزب الديمقراطيين الاشتراكيين، 37 لحزب الشعب الدنماركي، و34 للحزب الليبرالي. غرينلاند مخصص لها 2 مقاعد من جملة 179 في البرلمان الدنماركي منهم: 1 لحزب مجتمع الشعب، و1 لحزب السيوموت. جزر فارو مخصص لها 2 مقاعد من جملة 179 في البرلمان الدنماركي منهم: 1 لحزب الجمهورية، و1 للحزب الديمقراطي الاجتماعي. |
| 29 يونيو | بوروندي   | تشريعية    | مقاطعة من قبل المعارضة. | المجلس الوطني للدفاع عن الديمقراطية - قوات الدفاع عن الديمقراطية يفوز بالانتخابات ويتحصل على 60.28% من الأصوات أي 77 مقعد من جملة 121 في البرلمان، يليه أمل البورونديين المستقل ب21 مقعد ثم الاتحاد من أجل التقدم الوطني ب2 مقاعد. |

### يوليو
| التاريخ  | الدولة  | الانتخابات | الملاحظات | النتائج |
| -------- | ------- | ---------- | --- | --- |
| 5 يونيو  | اليونان | استفتاء    | استفتاء حول قبول الخطة المقترحة من قبل المفوضية الأوروبية والبنك المركزي الأوروبي وصندوق النقد الدولي إزاء أزمة الدين الحكومي اليوناني. | رفض اليونانيون الخطة ب61.31% وقبلها 38.69%. |
| 15 يوليو | بوروندي | رئاسية     | الانتخابات مقاطعة من قبل جزء كبير من المعارضة التي تعتبر ترشح الرئيس المنتهية ولايته غير دستوري.                                        | بيير نكورونزيزا (عن المجلس الوطني للدفاع عن الديمقراطية - قوات الدفاع عن الديمقراطية) يفوز بالرئاسية ب60.41% أمام أغاثون رواسا (عن القوات الوطنية للتحرير) ب18.99% وذهبت بقية الأصوات ل6 مترشحين آخرين. |

### أغسطس
| التاريخ  | الدولة   | الانتخابات | الملاحظات                                                                    | النتائج |
| -------- | -------- | ---------- | ---------------------------------------------------------------------------- | --- |
| 9 أغسطس  | هايتي    | تشريعية    | كانت مقررة في 2014. الدورة الأولى. انتخاب ثلثي مجلس الشيوخ وكامل مجلس النواب | في الدورة الأولى لم يتم انتخاب أي عضو في مجلس الشيوخ من جملة 20 الذي يمثلون ثلثي ال30 عضو في المجلس، ولكن تم انتخاب 8 أعضاء في مجلس النواب من جملة 99. |
| 17 أغسطس | سريلانكا | تشريعية    |                                                                              | تحالف الجبهة الوطنية المتحدة من أجل الحكم الرشيد تتحصل على 45.66% من الأصوات أي 106 عضو من جملة 225 في برلمان سريلانكا يليها تحالف حرية الشعب المتحد المتحصل على 42.38% أي 95 مقعد، ثم تحالف تاميل الوطني ب4.63% أي 16 مقعد، ثم حزب جاناثا فيمكوثي بيرامونا ب4.87% أي 6 مقاعد، ثم حزب المؤتمر الإسلامي لسريلانكا ب0.40% أي 1 مقعد، وأخيرا حزب إيلام الشعبي الديمقراطي ب0.30% أي 1 مقعد. بقية الأحزاب والتحالفات للم تحصل على مقاعد. |

### سبتمبر
| التاريخ   | الدولة           | الانتخابات      | الملاحظات                                                | النتائج |
| --------- | ---------------- | --------------- | -------------------------------------------------------- | --- |
| 4 سبتمبر  | المغرب           | بلدية وجهوية    |                                                          | في الانتخابات الجهوية تصدر حزب العدالة والتنمية الحاكم النتائج، تليه حزب الأصالة والمعاصرة ثم حزب الاستقلال، بينما في الانتخابات البلدية، جاء حزب الأصالة والمعاصرة في الصدارة، تلاه حزب الاستقلال ثم حزب العدالة والتنمية. |
| 6 سبتمبر  | غواتيمالا        | تشريعية ورئاسية | الدورة الأولى بالنسبة للرئاسية.                          | في الدورة الأولى من الرئاسية، جيمي موراليس (عن الجبهة الوطنية التقارب) جاء في المرتبة الأولى وانتقل للدورة الثانية حيث تحصل على 23.85% من الأصوات، وانتقلت معه ساندار توريس (عن الوحدة الوطنية للأمل) أين تحصلت على 19.76%، وذلك قريبا جدا من مانويال بالديزون (عن تجدد الحرية الديمقراطية) الذي تحصل على 19.65%، وبقية الأصوات توزعت على 11 مرشحا أخرا. وفي التشريعية، تحصل تجدد الحرية الديمقراطية على 44 مقعدا من جملة 158 في كونغرس غواتيمالا، تلاه الوحدة الوطنية للأمل ب36 مقعدا، وتوزعت بقية المقاعد على 11 حزبا آخر. |
| 7 سبتمبر  | ترينيداد وتوباغو | تشريعية         |                                                          | تحصلت حركة الشعب الوطنية على 23 مقعد من مجموع 41 مقعد في مجلس النواب، تلاه المؤتمر الوطني المتحد ب17 مقعد، بينما تحصل مؤتمر الشعب على 1 مقعد وهو الأخير، بينما لم تتحصل الأحزاب 14 الأخرى والمستقلين المشاركين في الانتخابات على أي مقعد. |
| 11 سبتمبر | سنغافورة         | تشريعية         |                                                          | حزب العمل الشعبي يفوز بالانتخابات وذلك ب69.86% من الأصوات، يليه حزب العمال في سنغافورة ب12.48%، بقية الأصوات توزعت على 7 أحزاب أخرى ومستقلين. |
| 20 سبتمبر | اليونان          | تشريعية         | انتخابات مبكرة بعد استقالة رئيس الوزراء أليكسيس تسيبراس. | ائتلاف اليسار الراديكالي (سيريزا) بقيادة رئيس الوزراء ألكسيس تسيبراس يفوز بالمرتبة الأولى ب35.46% من الأصوات أي 145 مقعد من إجمالي 300 مقعد في برلمان اليونان، في المرتبة الثانية تلاه الديمقراطية الجديدة اليميني ب28.1% من الأصوات أي 75 مقعد. بقيت الأصوات توزعت على 6 أحزاب أخرى. |

### أكتوبر
| التاريخ       | الدولة     | الانتخابات      | الملاحظات | النتائج |
| ------------- | ---------- | --------------- | --- | --- |
| 4 أكتوبر      | البرتغال   | تشريعية         | الدورة الأولى. | تحالف البرتغال إلى الأمام (الحزب الديمقراطي الاجتماعي والحزب الشعبي) تحصل على 36.83% من الأصوات أي 99 مقعد من جملة 226 مقعد في الجمعية الوطنية للجمهورية، تلاه الحزب الاشتراكي الذي تحصل على 32.38% من الأصوات أي 85 مقعد. توزعت بقية المقاعد على 4 أحزاب أخرى. |
| 4 أكتوبر      | قرغيزستان  | تشريعية         | | تحصل الحزب الديمقراطي الاجتماعي القيرغيزستاني على 27.44% من الأصوات أي 38 مقعد من جملة 120 في البرلمان، تلاه تحالف حزب رسبوبليكا وحزب أتا جورت الذان تحصلا على 28 مقعد بنسبة 20.07% من الأصوات. بقية المقاعد توزعت على 4 أحزاب أخرى. |
| 11 أكتوبر     | بيلاروس    | رئاسية          | | ألكسندر لوكاشينكو (مستقل) فاز بالرئاسة بعد تحصله على 83.74% من الأصوات، تلته تاتسيانا كاراتكيفيتش (الاستفتاء الشعبي) التي تحصلت على 4.44%، تبعها سيرج غيدوكيفيتش (الحزب الديمقراطي الليبرالي) المتحصل على 3.30%، وأخيرا جاء نيكولاي إولاخوفيتش (الحزب الوطني البيلاروسي) في المرتبة الرابعة ب1.67%. |
| 11 أكتوبر     | غينيا      | رئاسية          | | الرئيس المنتهية ولايته ألفا كوندي (تجمع شعب غينيا) يفوز بالرئاسية ب57.85%، يليه سيلو دالان ديالو (اتحاد القوى الديمقراطية لغينيا) الذي تحصل على 31.44%. توزعت بقية الأصوات على 6 مرشحين آخرين. |
| 18 و19 أكتوبر | مصر        | تشريعية         | المرحلة الأولى: 14 محافظة من جملة 27. مقاطعة من جزء كبير من الشعب أساسا من قبل التحالف الوطني لدعم الشرعية الذي يظم أساسا جماعة الإخوان المسلمين وعدة أحزاب يمينية وذات توجه إسلامي وضد انقلاب 2013. | نسبة مشاركة ضعيفة جدا ب26% حسب السلطات. في المرحلة الأولى: ذهب 146 مقعد لمستقلين، ثم 41 مقعد لحزب المصريين الأحرار، و26 مقعد لحزب مستقبل وطن، و15 مقعد لحزب الوفد الجديد، وتوزعت بقية المقاعد على 11 حزب. |
| 18 أكتوبر     | سويسرا     | تشريعية         | | حزب الشعب السويسري تحصل على 29.4% من الأصوات أي 65 مقعد من جملة 200 في المجلس الوطني، تلاه الحزب الديمقراطي الاجتماعي السويسري ب18.8% أي 43 مقعد، بعد ذلك جاء الحزب الليبرالي الراديكالي السويسري ب16.4% وتحصل على 33 مقعد، ثم الحزب الديمقراطي المسيحي الشعبي السويسري ب11.6% أي 27 مقعد، وتوزعت بقية المقاعد على 9 أحزاب أخرى. |
| 19 أكتوبر     | كندا       | تشريعية         | | حزب الأحرار الكندي فاز بالانتخابات بعد تحصله على 184 مقعد من جملة 338 مقعد في مجلس العموم الكندي بنسبة 39.5% من الأصوات، تلاه حزب المحافظين الكندي ب31.9% من الأصوات أي 99 مقعد، ثم الحزب الديمقراطي الجديد ب19.7% من الأصوات أي 44 مقعد، بعد ذلك جائت الكتلة الكيبيكية بعد أن تحصلت على 4.7% من الأصوات أي 10 مقاعد، ثم أخيرا حزب الخضر الكندي ب3.4% من الأصوات أي 1 مقعد. |
| 25 أكتوبر     | ساحل العاج | رئاسية          | | الرئيس المنتهية ولايته الحسن واتارا (تجمع الهوفويتيين للديمقراطية والسلام) يفوز من الدورة الأولى ب83.66% من الأصوات، أمام أقرب منافسيه باسكال أفي نغيسان (تحالف القوى الديمقراطية) الذي تحصل على 9.29%، وتوزعت بقية الأصوات على 8 مرشحين آخرين. |
| 25 أكتوبر     | الأرجنتين  | تشريعية ورئاسية | الدورة الأولى بالنسبة للرئاسية. | في الرئاسية، لم يفز أي مرشح من الدورة الأولى، لذلك انتقل إلى الدورة الثانية دانيال سيولي (عن تحالف جبهة من أجل النصر) حيث تحصل على 36.86% من الأصوات، وسينتقل معه ماوريسيو ماكري (عن تحالف كامبييموس) الذي تحصل على 34.33% من الءصوات، وتوزعت بقية الأصوات على 4 مرشحين آخرين. بالنسبة للتشريعية، وفي البداية مع مجلس الشيوخ، تحصل تحالف جبهة من أجل النصر وحلفاؤه على 39 مقعد من جملة 72 في المجلس، تلاه تحالف كومبييموس ب20 مقعد، بعد ذلك جاء تحالف البيرونية الاتحادية وحلفاؤه في المركز الثالث ب5 مقاعد، ثم جبهة إونان الواسعة ب4 مقاعد، ثم تحالف جبهة التجديد ب1 مقعد، وأخير تحصلت حركة نيوكوين الشعبية على 2 مقاعد وحركة فيغوينو الشعبية على 1 مقعد. بينما في مجلس النواب، تحصل تحالف جبهة من أجل النصر وحلفاؤه على 132 مقعد من جملة 257 في المجلس، تلاه تحالف كومبييموس ب68 مقعد، ثم جبهة التجديد ب28 مقعد، ثم جبهة إونان الواسعة ب14 مقعد، ثم البيرونية الاتحادية وحلفاؤه ب5 مقاعد، بعد ذلك تحالف جبهة عمال اليسار ب3 مقاعد، ثم الجبهة الشعبية ب3 مقاعد، وأخير تحصلت حركة نيوكوين الشعبية على 3 مقاعد وحركة فيغوينو الشعبية على 1 مقعد. |
| 25 أكتوبر     | هايتي      | تشريعية ورئاسية | الدورة الأولى للرئاسية والدورة الثانية بالنسبة للتشريعية. | بالنسبة للرئاسية، فقد انتقل إلى الدورة الثانية كل من جوفينيل مويز (حزب كالي تيت الهايتي) بعد تحصله على 32.81% من الأصوات، وجود سيليستان (الرابطة البديلة من أجل التقدم والتحرر في هايتي) حيث تحصل على 25.27% من الأصوات، بينما توزعت بقية الأصوات على 52 مرشح آخر. في الدورة الثانية في التشريعية، أضاف حزب كالي تيت الهايتي لحوزته 22 مقعد، وحزب الحقيقة 14 مقعد، وتوزعت بقية المقاعد على 17 حزبا آخر. |
| 25 أكتوبر     | غواتيمالا  | رئاسية          | الدورة الثانية بالنسبة للرئاسية. | فاز جيمي موراليس (عن جبهة التقارب الوطنية) بالرئاسية حيث تحصل على 67.44% من الأصوات، أمام منافسته ساندرا توريس (عن الوحدة الوطنية للأمل) حيث تحصلت على 32.56% من الأصوات. |
| 25 أكتوبر     | بولندا     | تشريعية         | | بالنسبة لمجلس النواب البولندي، تحصل حزب العدالة والقانون على 37.58% من الأصوات أي 235 مقعد من جملة 460 مقعد إجمالي، تلاه حزب المنبر المدني ب24.09% من الأصوات أي 138 مقعد، ثم حزب كوكيز'15 ب8.81% من الأصوات أي 42 مقعد، ثم حزب حديث ب7.60% من الأصوات أي 28 مقعد، ثم حزب حزب الفلاحين البولندي ب5.13% من الأصوات أي 16 مقعد، ثم حزب الأقلية الألمانية ب0.18% من الأصوات أي 1 مقعد. بالنسبة لمجلس النواب البولندي، تحصل حزب العدالة والقانون على 37.58% من الأصوات أي 61 مقعد من جملة 100 مقعد إجمالي، تلاه حزب المنبر المدني ب24.09% من الأصوات أي 34 مقعد، ثم حزب حزب الفلاحين البولندي ب5.13% من الأصوات أي 1 مقعد، وذهبت 4 مقاعد الباقية لمستقلين. |
| 25 أكتوبر     | تنزانيا    | تشريعية ورئاسية | | بالنسبة للرئاسية، فاز من الدورة الأولى بالرئاسية جون ماغوفولي (تشاما تشا مابيندوزي) حيث تحصل على 58.46% من الأصوات، أمام إدوارد لواسا (حزب الديمقراطية والتنمية) الذي تحصل على 39.97%، وذهبت بقية الأصوات إلى 6 مرشحين آخرين. في التشريعية، فاز حزب تشاما تشا مابيندوزي ب55.4% من الأصوات أي 252 مقعد من جملة 367، تلاه حزب من أجل الديمقراطية والتقدم ب31.75% أي 70 مقعد، ثم ثالثا الجبهة المدنية المتحدة ب8.63% أي 42 مقعد، وذهب مقعد واحد إلى التحالف من أجل التغيير والشفافية ومقعد أخير إلى الاتفاقية القومية للتشييد والإصلاح - ماغيزي. |

### نوفمبر
| التاريخ       | الدولة       | الانتخابات      | الملاحظات | النتائج |
| ------------- | ------------ | --------------- | --- | --- |
| 1 نوفمبر      | أذربيجان     | تشريعية         | | تحصل حزب أذربيجان الجديدة على 70 مقعدا من جملة 125 في الجمعية الوطنية، تلاه المستقلون ب42 مقعدا، وذهبت 2 مقاعد لحزب التضامن المدني، وتوزعت بقية المقاعد ال11 على 11 حزبا آخر بمقعد لكل حزب. |
| 1 نوفمبر      | تركيا        | تشريعية         | مبكرة، بسبب عدم التوصل لتحالف في البرلمان من أجل تشكيل حكومة جديدة وذلك بعد انتخابات يونيو 2015. | استرجع حزب العدالة والتنمية الأغلبية في الجمعية الوطنية الكبرى ب49.48% من الأصوات أي 317 مقعد من جملة 550، تلاه حزب الشعب الجمهوري ب25.31% من الأصوات أي 134 مقعد، ثم حزب الحركة القومية ب11.90% من الأصوات أي 40 مقعد، وأخيرا حزب الشعوب الديمقراطي ب10.75% من الأصوات أي 59 مقعد. |
| 8 نوفمبر      | بليز         | تشريعية         | | تحصل الحزب الديمقراطي المتحد على 50.52% من الأصوات أي 19 مقعد من جملة 31 مقعد في مجلس نواب بليز، تلاه الحزب الشعبي المتحد ب47.77% أي 12 مقعدا. |
| 8 نوفمبر      | ميانمار      | تشريعية         | ربع المقاعد في البرلمان مخصصين للجيش. أول انتخابات حرة منذ الانقلاب العسكري في 1990. | حزب المعارضة أون سان سو تشي الذي كان شبه محظور فاز بأغلبية كبرى في كلا المجلسين، مع أن الجيش انسحب لكنه فضل ترك ربع المقاعد في كلا المجلسين له، بينما حزب الاتحاد والتضامن والتنمية الذي كان يملك الأغلبية في كلا المجلسين خسر بين 85% و90% من مقاعده. في مجلس القوميات (وهو المجلس الأعلى في البرلمان البورمي جمعية الاتحاد) فاز حزب الرابطة الوطنية من أجل الديمقراطية بالأغلبية حيث تحصلت على 135 مقعد من جملة 224، تلاه حزب الاتحاد والتضامن والتنمية ب12 مقعدا، وذهبت بقية المقاعد 21 ل8 أحزاب أخرى، بينما لدى الجيش منذ البداية 56 مقعدا. في مجلس النواب (وهو المجلس الأسفل في البرلمان البورمي جمعية الاتحاد) فاز حزب الرابطة الوطنية من أجل الديمقراطية بالأغلبية حيث تحصلت على 255 مقعد من جملة 440، تلاه حزب الاتحاد والتضامن والتنمية ب30 مقعدا، وذهبت بقية المقاعد 45 ل10 أحزاب أخرى، بينما لدى الجيش منذ البداية 110 مقعدا. |
| 8 نوفمبر      | كرواتيا      | تشريعية         | | تحالف التحالف الوطني تحصل على 33.36% من الأصوات أي 56 مقعد من جملة 151 في البرلمان الكرواتي، وكذلك تحالف كرواتيا تنمو تحصل على 33.2% من الأصوات أي 56 مقعد كذلك، بينما ذهبت بقية المقاعد إلى 6 أحزاب وتحالفات أخرى. |
| 16 نوفمبر     | جزر مارشال   | تشريعية         | يتبعه انتخابات رئيس الجمهورية من قبل البرلمان. | تعد هذه الانتخابات انتكاسة لحكومة الرئيس كريستوفر لويك، حيث فقد نصف الوزراء مقاعدهم في البرلمان، من بينهم وزير الخارجية شديد النفوذ توني دو بروم. رئيس البرلمان ونائبه المنتمين للأغلبية الرئاسية فقدوا أيضا مقاعدهم. لأول مرة، دخلت 3 نساء البرلمان، حيث أن البرلمانات السابقة لم تحتوي على أكثر من امرأة واحدة. |
| 8 نوفمبر      | نيوزيلندا    | استفتاء         | يجب على المواطنين الاختيار بين الأعلام المقترحة في مرحلة أولى، قبل أن يتم التصويت على قبوله أو لا في 2016.                                                                                            | اختيار المواطنين ب50.58% جاء في صالح علم به السرخس الفضي وصليب الجنوب: |
| 22 و23 نوفمبر | مصر          | تشريعية         | المرحلة الثانية: 13 محافظة من جملة 27. مقاطعة من جزء كبير من الشعب أساسا من قبل التحالف الوطني لدعم الشرعية الذي يظم أساسا جماعة الإخوان المسلمين وعدة أحزاب يمينية وذات توجه إسلامي وضد انقلاب 2013. | نسبة مشاركة ضعيفة جدا ب26% حسب السلطات. في المرحلة الثانية: ذهب 205 مقعد لمستقلين، ثم 24 مقعد لحزب المصريين الأحرار، و27 مقعد لحزب مستقبل وطن، و21 مقعد لحزب الوفد الجديد، وتوزعت بقية المقاعد على 16 حزب. النتائج النهائية الكاملة للانتخابات التشريعية هي: 351 للمستقلين، ثم 65 مقعد لحزب المصريين الأحرار، و53 مقعد لحزب مستقبل وطن، و36 مقعد لحزب الوفد الجديد، وتوزعت بقية المقاعد على 16 حزب. |
| 8 نوفمبر      | الأرجنتين    | رئاسية          | | فاز ماوريسيو ماكري (حزب التغيير) بالرئاسية بعد تحصله على 51.40% من الأصوات، وذلك خلف دانيال سيولي (جبهة من أجل النصر) الذي تحصل على 48.60% من الأصوات. |
| 29 نوفمبر     | بوركينا فاسو | تشريعية ورئاسية | مبكرة بسبب الثورة البوركينية 2014 التي أجبرت بليز كومباوري للخروج من السلطة. | بالنسبة للرئاسية، روش مارك كريستيان كابوري (الحركة الشعبية من أجل التقدم) فاز من الدورة الأولى بالرئاسية بعد تحصله على 53.49% من الأصوات، وذلك أمام أقرب منافسيه زيفيرين ديابري (الاتحاد من أجل التقدم والإصلاح) الذي تحصل على 29.65% من الأصوات، وذهبت بقية الأصوات إلى 12 مرشحا آخر. وبالنسبة للتشريعية، فاز حزب الحركة الشعبية من أجل التقدم الجديد ب55 مقعد من جملة 127 في الجمعية الوطنية، تلاه حزب الاتحاد من أجل التقدم والإصلاح ب33 مقعد، ثم المؤتمر من أجل الديمقراطية والتقدم ب18 مقعدا، بينما توزعت بقية المقاعد على 11 حزبا آخر. |

### ديسمبر
| التاريخ               | الدولة                  | الانتخابات      | الملاحظات | النتائج |
| --------------------- | ----------------------- | --------------- | --- | --- |
| 3 ديسمبر              | الدنمارك                | استفتاء         | استفتاء حول خروج الدنمارك من عدة اتفاقيات موحدة في الاتحاد الأوروبي حول التعاون القضائي والشؤون الداخلية، وحول استقبال اللاجئين والهجرة في الدنمارك. | رفض المقترح ب53.11% مقابل 46.89 وافقوا عليه. |
| 3 - 5 و16 - 18 ديسمبر | سيشل                    | رئاسية          | | في الدورة الأولى، تحصل جيمس ميشيل (حزب الشعب) على 47.76% من الأصوات، وذلك أمام ويفل رامكالاوان (الحزب سيشل الوطني) الذي تحصل على 33.93% وذهبت بقية الأصوات إلى 4 مرشحين آخرين. |
| 6 ديسمبر              | فنزويلا                 | تشريعية         | | المائدة المستديرة للوحدة الديمقراطية تحصلت على 56.22% أي 109 مقعد من جملة 167 مقعد في الجمعية الوطنية، ثم الحزب الاشتراكي الموحد الفنزويلي الذي تحصل على 40.91% من الأصوات أي 55 مقعد. |
| 6 و13 ديسمبر          | فرنسا                   | جهوية           | من المفروض أن تقام في مارس 2014. أول انتخابات بعد التقسيم الجديد للمناطق الفرنسية ومرورها من 22 منطقة في فرنسا الوطن الأم إلى 13 فقط.                | في الدورة الأولى لم يفز أي مرشح في أي منطقة بأكثر من 50%، ولذلك ستقام دورة ثانية في كل فرنسا. لكن شهد تقدم كبير وتاريخي لحزب الجبهة الوطنية اليميني المتطرف. |
| 9 ديسمبر              | سانت فينسنت والغرينادين | تشريعية         | | تحصل حزب العمال المتحد على 52.33% من الأصوات أي 8 مقاعد من جملة 15 في غرفة الجمعية، تلاه ڢ ب47.37% من الأصوات أي 7 مقاعد. |
| 12 ديسمبر             | السعودية                | بلدية           | أول مرة تشارك النساء في الانتخابات. | فاز بعضوية المجالس البلدية 106 2 عضو، منهم 20 امرأة أي 1% من الفائزين بمقاعد. |
| 13 ديسمبر             | جمهورية إفريقيا الوسطى  | استفتاء دستوري  | الاستفتاء يهدف لإعلان جمهورية سادسة، بتغيير الدستور، وضع بدورتين فقط للمدة الرئاسية، إنشاء مجلس شيوخ ومحكمة عدل عليا، وتأكيد على مكافحة الفساد.      | النتائج الأولية تشير إلى نسبة مشاركة ب30%، وموافقة على نص الاستفتاء ب90%. |
| 18 ديسمبر             | رواندا                  | استفتاء دستوري  | الموافقة على قانون يسمح للرئيس بول كاغامه بالقيام بولاية رئاسية ثالثة.                                                                               | نسبة المشاركة بلغت 98.3% من المسجلين، وكانت نسبة الموافقة بنعم 98.3% كذلك. |
| 20 ديسمبر             | إسبانيا                 | تشريعية         | | في مجلس النواب: حزب الشعب وحلفاوئه يفوز ب28.71% من الأصوات أي 123 مقعد من 350 مقعد في مجلس النواب، يليه حزب العمال الاشتراكي الإسباني وحلفاوئه ب22% من الأصوات أي 90 مقعد، ثم بوديموس وحلفاوئه ب20.68% من الأصوات أي 69 مقعد، ثم المواطنين ء حزب المواطنة ب13.94% من الأصوات أي 40 مقعد، وذهبت بقية المقاعد ال28 إلى 6 أحزاب أخرى. في مجلس الشيوخ: حزب الشعب يفوز ب124 مقعد من 208 مقعد في مجلس الشيوخ، يليه حزب العمال الاشتراكي الإسباني ب47 مقعد، ثم بوديموس ب16 مقعد، وذهبت بقية المقاعد ال21 إلى 6 أحزاب أخرى. |
| 27 ديسمبر             | جمهورية إفريقيا الوسطى  | تشريعية ورئاسية | تهدف هذه الانتخابات إلى وضع حد إلى المراحل الانتقالية بعد الحرب الأهلية الوسط أفريقية الثالثة.                                                       | في الدورة الأولى من الرئاسية، تحصل أنيسيه جورج دولوغيليه على 23.74% وانتقل للدورة الثانية مع فوستان أرشانج تواديرا ب19.05%، وتوزعت بقية الأصوات على 28 مترشح آخر. |
| 30 ديسمبر             | كيريباتي                | تشريعية         | الدورة الأولى. | انتخابات فردية منقسمة بين الأحزاب والمستقلين، وتم انتخاب 19 نائب من جملة 44 نائب في في الدورة الأولى. |

## مقالات ذات صلة
- انتخابات
- اقتراع على دورتين
- استفتاء عام